# Bahnhof Michendorf
Der Bahnhof Michendorf ist der Bahnhof des Ortes Michendorf im Landkreis Potsdam-Mittelmark. 1879 wurde er eröffnet. Seit 1923 beginnt im Michendorfer Bahnhof eine weitere Strecke nach Großbeeren. Zeitweise, zuletzt 1993, war er Fernverkehrshalt. Das Bahnhofsgebäude und weitere Anlagen stehen heute unter Denkmalschutz.

## Lage
Michendorf liegt am Streckenkilometer 25,8 der Wetzlarer Bahn (Berlin–Blankenheim) und ist Ausgangspunkt der Strecke nach Großbeeren. Der Bahnhof befindet sich etwa eineinhalb Kilometer von der Stelle, an der die Umgehungsbahn (Michendorf–Großbeeren) abzweigt. Der Ortskern Michendorfs liegt ca. 500 m südlich. Er grenzt an die Straße Am Bahnhof und an die Bahnstraße. Die nächste Station in Richtung Südwesten ist der Bahnhof Seddin, der ungefähr vier Kilometer entfernt liegt. Der Bahnhof Wilhelmshorst befindet sich etwa drei Kilometer nordöstlich. Außerdem liegt die Betriebsstelle im Gebiet des Tarifbereiches Berlin C des Verkehrsverbundes Berlin-Brandenburg.

## Geschichte
Am 15. Mai 1879 wurde der Bahnhof für den Personenverkehr eröffnet. 1915 erweiterte man die gesamte Anlage. Die Eröffnung der Umgehungsbahn (Michendorf–Großbeeren) erfolgte am 17. September 1923. Im April 1945 musste der Bahnhof kriegsbedingt geschlossen werden. Schon im Juni desselben Jahres wurde er wiedereröffnet.
Am 18. September 1962 fuhr ein Personenzug auf einen im Bahnhof Michendorf haltenden Güterzug auf. Dabei wurden 13 Fahrgäste verletzt, einige von ihnen kamen in ein Krankenhaus.
Am 23. Mai 1993 wurde Michendorf sogar Fernverkehrshalt für ICE-Züge. Anlass war, dass die weitere Strecke zum Bahnhof Berlin Zoologischer Garten noch nicht elektrifiziert war. Die ICE-Züge fuhren in dieser Zeit weiter bis zum Bahnhof Berlin-Lichtenberg, von Michendorf fuhren Anschlusszüge zum Bahnhof Zoo. Für den Halt der ICE-Züge musste einer der Bahnsteige mittels einer Holzkonstruktion auf 411 Meter verlängert werden. Bereits am 4. Juli des gleichen Jahres wurde die Bedienung durch den Fernverkehr wieder eingestellt.
Seit März 2014 ist der Bahnsteig an der Wetzlarer Bahn nach dem Einbau von Aufzügen und Blindenleitstreifen barrierefrei zugänglich.
Die im nördlichen Bahnhofsbereich gelegenen vier Eisenbahnbrücken über die Potsdamer Straße stammten ursprünglich aus den Jahren 1913/1914 und wurden bis Ende 2017 durch neue Stahlfachwerkbrücken ersetzt. Fast 16 Millionen Euro wurden für den Neubau investiert.

## Anlagen

### Bahnsteige und Gleise

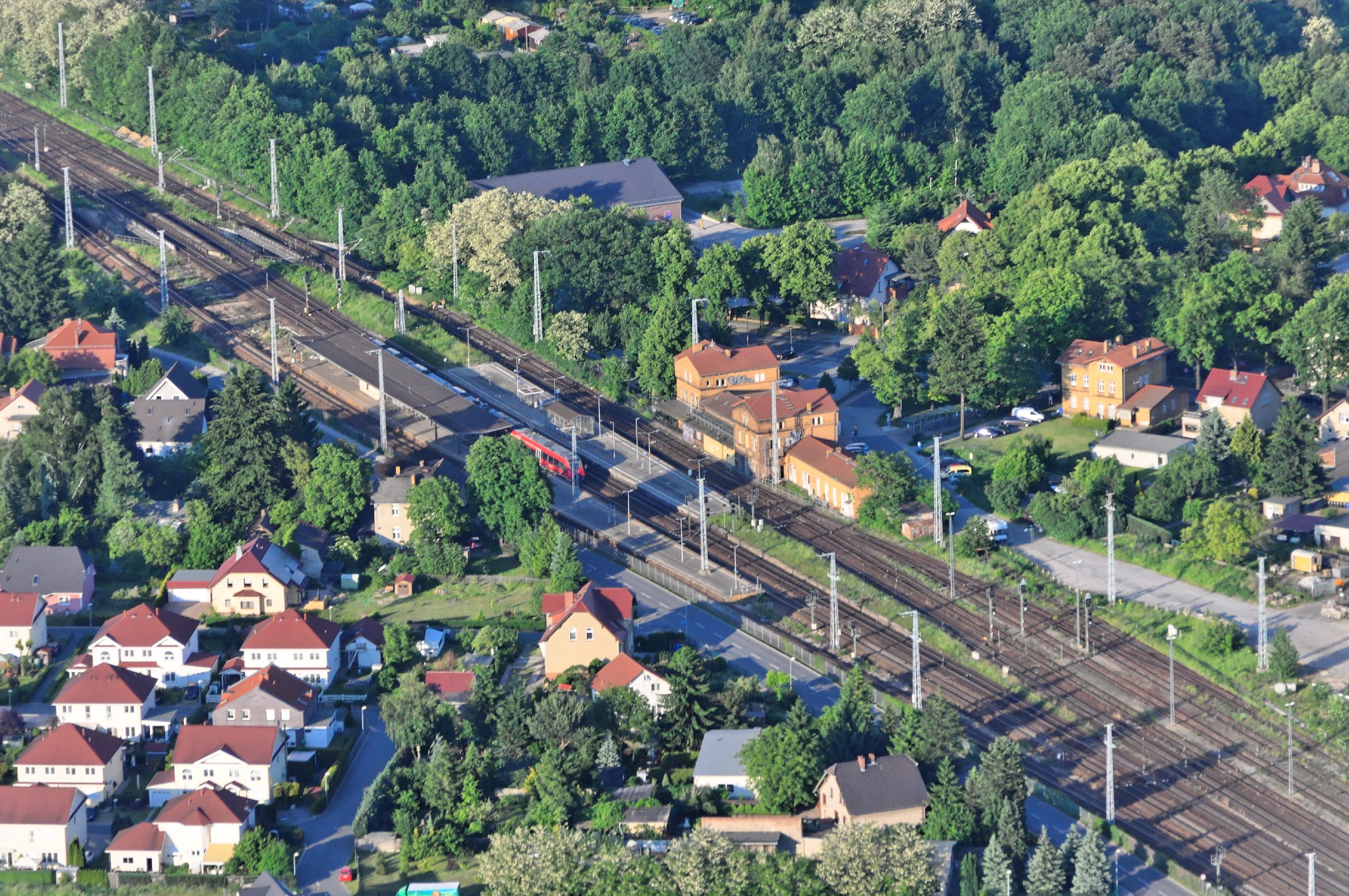
Der Bahnhof aus der Luft gesehen

Der Bahnhof verfügt insgesamt über vier Bahnsteiggleise an zwei jeweils 76 cm hohen Mittelbahnsteigen. Die Bahnsteigkanten der Gleise eins und zwei sind 152 m lang; die der Gleise drei und vier 96 m.
Darüber hinaus stehen die Bahnsteige, die Überdachung, der Bahnsteigpavillon und die Fußgängerunterführung unter Denkmalschutz. Die zwei Unterführungsgebäude wurden 1915 und 1938 erbaut; die Überdachung wurde 1938 errichtet.
Südwestlich des Empfangsgebäudes befanden sich mehrere Abstell- und Ladegleise, bis auf zwei Gleise sind diese heute alle entfernt und teilweise überbaut.

### Empfangsgebäude

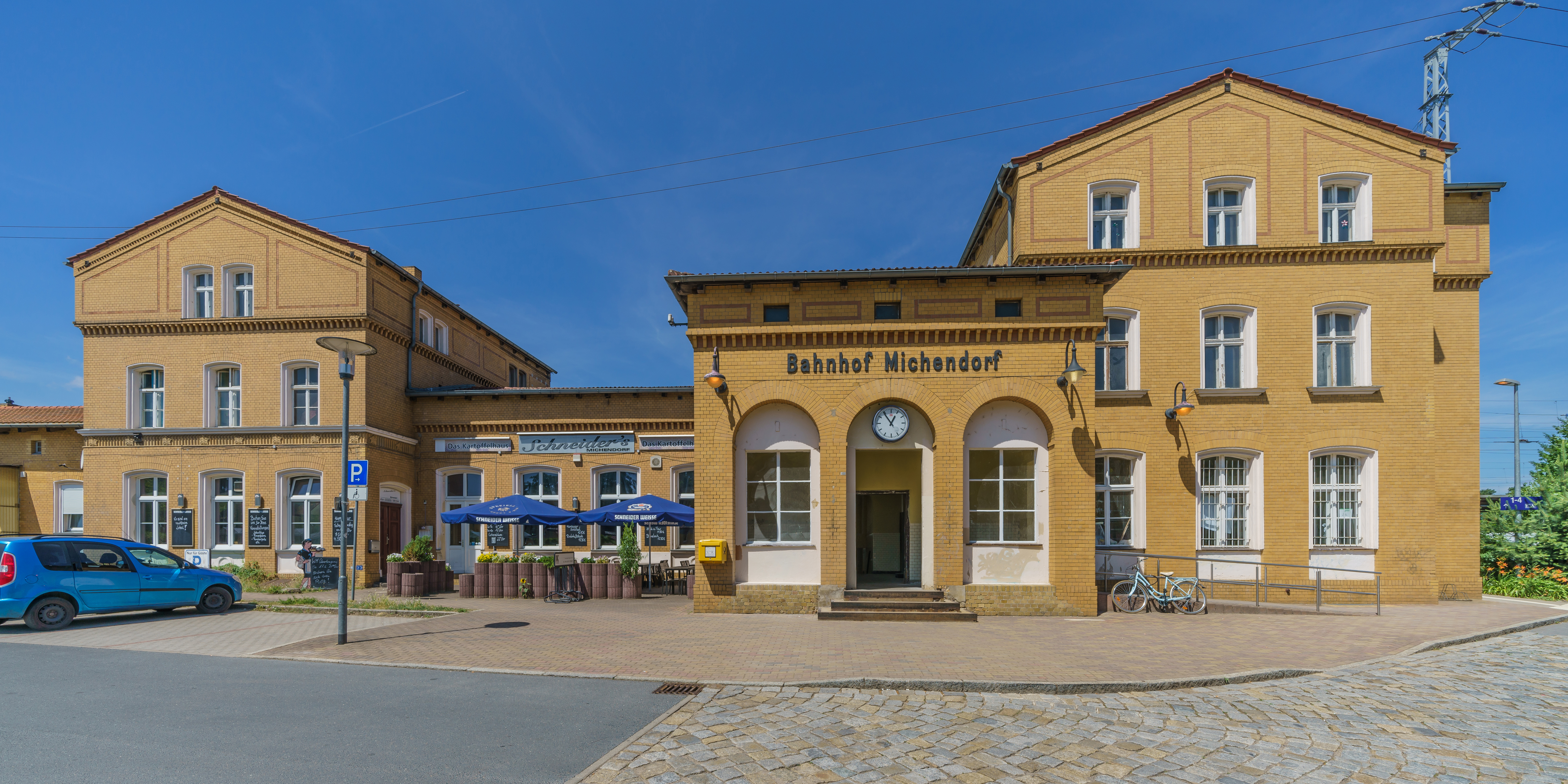
Empfangsgebäude mit Bahnhofsvorplatz

Das Empfangsgebäude stammt aus dem Jahre 1879. 1915 wurde es erweitert. Es handelt sich hierbei um einen zweigeschossigen Ziegelbau mit Satteldach. Seit 2012 ist das Gebäude denkmalgeschützt. Im Gebäude sind sechs Wohnungen, eine Gaststätte und eine Praxis für Psychotherapie untergebracht.
Die Deutsche Bahn verkaufte das Gebäude im März 2017 im Rahmen einer Versteigerung für 313.000 Euro an einen privaten Investor. Die mitbietende Gemeinde Michendorf unterlag hierbei, nachdem sie zunächst kein ernsthaftes Interesse am Erwerb des Gebäudes gezeigt hatte.

### Pavillon
Auf dem Bahnsteig der Gleise 1 und 2 befindet sich ein Pavillon. Er wurde zwischen 1915 erbaut und 1938 umgebaut. Dabei handelt es sich um einen Stahlfachwerkbau.

## Anbindung
| Linie                    | Linienverlauf | Takt (min)                                              | EVU              |
| ------------------------ | --- | ------------------------------------------------------- | ---------------- |
| RE 7                     | Dessau – Wiesenburg (Mark) – Bad Belzig – Michendorf – Potsdam Rehbrücke – Potsdam Medienstadt Babelsberg – Berlin-Wannsee – Berliner Stadtbahn – Königs Wusterhausen – Brand Tropical Islands – Lübben (Spreewald) – Lübbenau (Spreewald) – Senftenberg | 60 (Dessau–Senftenberg) 30 (Bad Belzig–B‑Wannsee Mo–Fr) | DB Regio Nordost |
| RB 37                    | Beelitz Stadt – Michendorf – Potsdam Rehbrücke – Potsdam Medienstadt Babelsberg – Berlin-Wannsee | 60                                                      | ODEG             |
| Stand: 15. Dezember 2024 | |                                                         |                  |

Zudem halten am Bahnhof Michendorf die Buslinien X43, 608, 613, 643 und 646 der kreiseigenen Verkehrsbetriebe Regiobus Potsdam-Mittelmark.